# Bandiere degli Stati federati degli Stati Uniti d'America

## Bandiere degli stati

Bandiera dell'Alabama
Bandiera dell'Alaska
Bandiera dell'Arizona
Bandiera dell'Arkansas
Bandiera della California
Bandiera della Carolina del Nord
Bandiera della Carolina del Sud
Bandiera del Colorado
Bandiera del Connecticut
Bandiera del Dakota del Nord
Bandiera del Dakota del Sud
Bandiera del Delaware
Bandiera della Florida
Bandiera della Georgia
Bandiera delle Hawaii
Bandiera dell'Idaho
Bandiera dell'Illinois
Bandiera dell'Indiana
Bandiera dell'Iowa
Bandiera del Kansas
Bandiera del Kentucky
Bandiera della Louisiana
Bandiera del Maine
Bandiera del Maryland
Bandiera del Massachusetts
Bandiera del Michigan
Bandiera del Minnesota
Bandiera del Mississippi
Bandiera del Missouri
Bandiera del Montana
Bandiera del Nebraska
Bandiera del Nevada
Bandiera del New Hampshire
Bandiera del New Jersey
Bandiera dello stato di New York
Bandiera del Nuovo Messico
Bandiera dell'Ohio
Bandiera dell'Oklahoma
Bandiera dell'Oregon
Bandiera della Pennsylvania
Bandiera del Rhode Island
Bandiera del Tennessee
Bandiera del Texas
Bandiera dello Utah
Bandiera del Vermont
Bandiera della Virginia
Bandiera della Virginia Occidentale
Bandiera di Washington
Bandiera del Wisconsin
Bandiera del Wyoming

## Bandiere del distretto federale, dei territori associati e dei territori dipendenti

Bandiera del Distretto di Columbia
Bandiera di Guam
Bandiera delle Isole Marianne Settentrionali
Bandiera delle Isole Vergini Americane
Bandiera di Porto Rico
Bandiera delle Samoa Americane